# Cantón de Séderon
El cantón de Séderon era una división administrativa francesa, que estaba situada en el departamento de Drôme y la región de Ródano-Alpes.

## Composición
El cantón estaba formado por dieciocho comunas:
- Aulan
- Ballons
- Barret-de-Lioure
- Eygalayes
- Ferrassières
- Izon-la-Bruisse
- Laborel
- Lachau
- Mévouillon
- Montauban-sur-l'Ouvèze
- Montbrun-les-Bains
- Montfroc
- Montguers
- Reilhanette
- Séderon
- Vers-sur-Méouge
- Villebois-les-Pins
- Villefranche-le-Château

## Supresión del cantón de Séderon
En aplicación del Decreto nº 2014-191 de 20 de febrero de 2014, el cantón de Séderon fue suprimido el 22 de marzo de 2015 y sus 18 comunas pasaron a formar parte del nuevo cantón de Nyons y Baronías.